# 奥伯恩基兴
奥伯恩基兴（德語：Obernkirchen，發音：[oːbɐnˈkɪʁçn̩] ⓘ）是德国下萨克森州绍姆堡县的城市，面积32.45平方千米，2023年12月31日人口为9,407人。

## 友好城市
- 法國 拉弗莱什（1968年）
- 立陶宛 帕斯瓦利斯區（2008年）